# Yokote
Yokote (横手市, Yokote-shi) est une ville située dans la préfecture d'Akita, au Japon.

## Géographie

### Situation
Yokote est située dans le sud-est de la préfecture d'Akita.

### Municipalités limitrophes
| Daisen    | Misato | Nishiwaga     |
| Yurihonjō | Yokote | Nishiwaga     |
| Ugo       | Yuzawa | Higashinaruse |

### Démographie
En mai 2019, la population de la ville de Yokote était de 89 481 habitants, répartis sur une superficie de 692,80 km2.

### Hydrographie
Le fleuve Omono traverse l'ouest de Yokote avant de se jeter dans la mer du Japon, à Akita.

### Climat
Yokote a un climat continental humide avec de grandes différences saisonnières de température : les étés sont chauds voire très chauds et souvent humides, et les hivers sont froids, parfois très froids. Les précipitations sont importantes tout au long de l'année, mais sont plus fortes d'août à octobre. La température annuelle moyenne est de 11,2 °C et les précipitations annuelles moyennes sont de 1 737,3 mm.

## Histoire
La région actuelle de Yokote  faisait partie de l'ancienne province de Dewa. À la fin de la période Sengoku, la région passa sous le contrôle du clan Onodera, qui régnait depuis le château de Yokote. À la suite de la bataille de Sekigahara, la région est passée sous le contrôle du clan Satake, qui avait été nommé à la tête du domaine de Kubota.
A la restauration de Meiji, la région est devenue une partie du district de Hiraka. La ville moderne de Yokote a été créée le 1er avril 1951.

## Culture locale et patrimoine
- Parc du château de Yokote
- Yokote Masuda Manga Museum
- Musée d'art moderne d'Akita

Le festival de la neige Yokote Kamakura se déroule chaque année en février.

## Transports
La ville est desservie par les lignes Ōu et Kitakami de la JR East. La gare de Yokote est la principale gare de la ville.

## Jumelages
- Atsugi (Japon) depuis 1985
- Naka (Japon) depuis 2004

## Personnalités liées à la municipalité
- Tamizō Ishida (1901-1972), réalisateur
- Tatsuzō Ishikawa (1905-1985), auteur
- Yasushi Sasaki (1908-1993), réalisateur
- Sayuri Sugawara (née en 1990), chanteuse